# Berthez
Berthez är en kommun i departementet Gironde i regionen Nouvelle-Aquitaine i sydvästra Frankrike. Kommunen ligger i kantonen Auros som tillhör arrondissementet Langon. År 2022 hade Berthez 292 invånare.

## Befolkningsutveckling
Antalet invånare i kommunen Berthez
Referens:INSEE